# Circunscripción electoral de Valladolid

Circunscripción de Valladolid
Cortes Generales* Congreso: 5 diputados (de 350)
- Senado: 4 senadores (de 266)Cortes de Castilla y León* 15 procuradores (de 81)

Valladolid es una de las 52 circunscripciones electorales utilizadas como distritos electorales desde 1977 para la Cámara Baja de las Cortes Generales, el Congreso de los Diputados, y una de las 59 de la Cámara Alta, el Senado. Es una de las nueve circunscripciones electorales de Castilla y León.

## Ámbito y sistema electoral
En virtud de los artículos 68.2 y 69.2 de la Constitución Española de 1978 los límites de la circunscripción deben ser los mismos que los de la provincia de Valladolid, y en virtud del artículo 140, su ámbito solo puede modificarse con la aprobación del Congreso. El voto es sobre la base de sufragio universal secreto. En virtud del artículo 12 de la constitución, la edad mínima para votar es de 18 años.
En el caso del Congreso de los Diputados, el sistema electoral utilizado es a través de una lista cerrada con representación proporcional y con escaños asignados usando el método D'Hondt. Solo las listas electorales con el 3 % o más de todos los votos válidos emitidos, incluidos los votos «en blanco», es decir, para «ninguna de las anteriores», se pueden considerar para la asignación de escaños. En el caso del Senado, el sistema electoral sigue el escrutinio mayoritario plurinominal. Se eligen cuatro senadores y los partidos pueden presentar un máximo de tres candidatos. Cada elector puede escoger hasta tres senadores, pertenezcan o no a la misma lista. Los cuatro candidatos más votados son elegidos.

## Elegibilidad
El artículo 67.1 de la Constitución española prohíbe ser simultáneamente miembro del Congreso de los Diputados y de un parlamento autonómico, lo que significa que los candidatos deben renunciar al cargo si son elegidos para un parlamento autonómico. No existe incompatibilidad similar en el caso de los senadores. El artículo 70 aplica también la inelegibilidad a los magistrados, jueces y fiscales en activo, Defensor del Pueblo, militares en servicio, los agentes de policía en activo y los miembros del tribunal constitucional y juntas electorales.

## Número de diputados
Durante todas las elecciones celebradas tras la restauración de la democracia se han elegido en Valladolid cinco diputados.
En virtud de la ley electoral española, todas las provincias tienen derecho a un mínimo de 2 escaños con 248 escaños restantes prorrateada de acuerdo a la población. Esta normativa se explican detalladamente en la ley electoral 1985 (Ley Orgánica del Régimen Electoral General).
En 2004 por ejemplo en España había 34 571 831 votantes, lo que da un ratio de 98 777 votantes por Diputado. Sin embargo en Valladolid el número de votantes por Diputado fue de 86 355

## Cortes de Castilla y León

### Procuradores obtenidos por partido (1983-2022)
|                        | Partido Popular de Castilla y León    | PPCyL    | 5a | 5a | 7  | 8  | 8  | 8  | 8  | 9  | 7  | 5  | 5  |
|                        | Partido Socialista de Castilla y León | PSOE CyL | 9  | 6  | 6  | 4  | 5  | 6  | 7  | 5  | 4  | 6  | 5  |
|                        | Izquierda Unida de Castilla y León    | IUCyL    |    | 0  | 1  | 2  | 1  | 0  | 0  | 1  | 1  | 0  | 1  |
|                        | Podemos Castilla y León               | PODEMOS  |    |    |    |    |    |    |    |    | 2  | 0  | 1  |
|                        | Ciudadanos-Partido de la Ciudadanía   | CS       |    |    |    |    |    |    |    |    | 1  | 3  | 1  |
|                        | Vox                                   | VOX      |    |    |    |    |    |    |    |    | 0  | 1  | 3  |
| Partidos desaparecidos |                                       |          |    |    |    |    |    |    |    |    |    |    |    |
|                        | Centro Democrático y Social           | CDS      | 0  | 3  | 0  |    | 0  | 0  | 0  |    |    |    |    |
| Total                  | Total                                 | Total    | 14 | 14 | 14 | 14 | 14 | 14 | 15 | 15 | 15 | 15 | 15 |

a Los resultados corresponden a los de Coalición Popular: Alianza Popular-Partido Demócrata Popular-Unión Liberal (AP-PDP-UL).

## Congreso de los Diputados

### Escaños obtenidos por partido (1977-2023)
| Candidatura            | Candidatura                 | 1977 | 1979 | 1982 | 1986 | 1989 | 1993 | 1996 | 2000 | 2004 | 2008 | 2011 | 2015 | 2016 | 2019 (I) | 2019 (II) | 2023 |
| ---------------------- | --------------------------- | ---- | ---- | ---- | ---- | ---- | ---- | ---- | ---- | ---- | ---- | ---- | ---- | ---- | -------- | --------- | ---- |
|                        | Partido Popular             |      |      | 2a   | 2b   | 3    | 3    | 3    | 3    | 3    | 3    | 3    | 2    | 2    | 1        | 2         | 2    |
|                        | PSOE                        | 2    | 2    | 3    | 2    | 2    | 2    | 2    | 2    | 2    | 2    | 2    | 1    | 1    | 2        | 2         | 2    |
|                        | Vox                         |      |      |      |      |      |      |      |      |      |      |      | 0    | 0    | 1        | 1         | 1    |
|                        | Ciudadanos                  |      |      |      |      |      |      |      |      |      |      |      | 1    | 1    | 1        | 0         |      |
|                        | Podemos                     |      |      |      |      |      |      |      |      |      |      |      | 1    | 1c   | 0c       | 0c        | 0    |
| Partidos desaparecidos |                             |      |      |      |      |      |      |      |      |      |      |      |      |      |          |           |      |
|                        | Unión de Centro Democrático | 3    | 3    |      |      |      |      |      |      |      |      |      |      |      |          |           |      |
|                        | Centro Democrático y Social | 0    | 0    | 0    | 1    |      |      |      |      |      |      |      |      |      |          |           |      |
| Total                  | Total                       | 5    | 5    | 5    | 5    | 5    | 5    | 5    | 5    | 5    | 5    | 5    | 5    | 5    | 5        | 5         | 5    |

a Los resultados corresponden a los de la coalición entre Alianza Popular y el Partido Demócrata Popular.

b Los resultados corresponden a los de Coalición Popular.

c Los resultados corresponden a los de Unidos Podemos (2016) y Unidas Podemos (2019, I y II), respectivamente.

## Diputados elegidos

### Diputados elegidos para la VII Legislatura
| Partidos y coaliciones                   | Votos   | %     | Escaños | Miembros electos                                                                                         |
| ---------------------------------------- | ------- | ----- | ------- | --- |
| Partido Popular (PP)                     | 168.780 | 58,14 | 3       | Miguel Ángel Cortés (sustituido en mayo de 2000 por José García Hernando), Tomás Burgos, Ana María Torme |
| Partido Socialista Obrero Español (PSOE) | 111.588 | 35,13 | 2       | Tomás Rodríguez Bolaños, Iratxe García Pérez                                                             |
| Izquierda Unida (IU)                     | 19.246  | 6,06  | 0       | |
| Otros                                    | 10.869  | 3,40  | 0       | |

### Diputados elegidos para la VIII Legislatura
| Partidos y coaliciones                   | Votos   | %     | Escaños |                                                    |
| ---------------------------------------- | ------- | ----- | ------- | -------------------------------------------------- |
| Partido Popular (PP)                     | 163.009 | 46,79 | 3       | Miguel Ángel Cortés, Tomás Burgos, Ana María Torme |
| Partido Socialista Obrero Español (PSOE) | 155.401 | 44,60 | 2       | Soraya Rodríguez Ramos, Mario Bedera               |
| Izquierda Unida (IU)                     | 13.029  | 3,74  | 0       |                                                    |
| Otros                                    | 9385    | 2,70  | 0       |                                                    |

### Diputados elegidos para la IX Legislatura
| Partidos y coaliciones                   | Votos | % | Escaños | Miembros electos                                   |
| ---------------------------------------- | ----- | - | ------- | -------------------------------------------------- |
| Partido Popular (PP)                     |       |   | 3       | Miguel Ángel Cortés, Tomás Burgos, Ana María Torme |
| Partido Socialista Obrero Español (PSOE) |       |   | 2       | Jesús Quijano, Soraya Rodríguez Ramos              |
| Izquierda Unida (IU)                     |       |   | 0       |                                                    |
| Otros                                    |       |   | 0       |                                                    |

## Senado

### Senadores obtenidos por partido (1977-2023)
| Candidatura            | Candidatura     | 1977 | 1979 | 1982 | 1986 | 1989 | 1993 | 1996 | 2000 | 2004 | 2008 | 2011 | 2015 | 2016 | 2019 (I) | 2019 (II) | 2023 |
| ---------------------- | --------------- | ---- | ---- | ---- | ---- | ---- | ---- | ---- | ---- | ---- | ---- | ---- | ---- | ---- | -------- | --------- | ---- |
|                        | Partido Popular | 0*   | 0    | 1*   | 1*   | 3    | 3    | 3    | 3    | 3    | 3    | 3    | 3    | 3    | 1        | 2         | 3    |
|                        | PSOE            | 1    | 1    | 3    | 3    | 1    | 1    | 1    | 1    | 1    | 1    | 1    | 1    | 1    | 3        | 2         | 1    |
| Partidos desaparecidos |                 |      |      |      |      |      |      |      |      |      |      |      |      |      |          |           |      |
|                        | UCD             | 3    | 3    | 0    |      |      |      |      |      |      |      |      |      |      |          |           |      |
| Total                  | Total           | 4    | 4    | 4    | 4    | 4    | 4    | 4    | 4    | 4    | 4    | 4    | 4    | 4    | 4        | 4         | 4    |

- En las Elecciones generales de 1977, el Partido Popular se presentó como Alianza Popular (AP).
- En las Elecciones generales de 1982, el Partido Popular se presentó como Alianza Popular-Partido Demócrata Popular (AP-PDP).
- En las Elecciones generales de 1986, el Partido Popular se presentó como Coalición Popular (CP).